# Holy Soldier
Holy Soldier, američki kršćanski glam metal sastav.

## Povijest
Jedan su od najvažnijih i najprepoznatljivijih sastava u povijesti kršćanskog rock'n'rolla. Bili su poznati po svojoj poruci gospela dok su svirali u lokalnim klubovima u Kaliforniji. Osnovali su ga u Los Angelesu 1985. godine basist Andy Robbins i gitarist Jamie Cramer. Preradili su mnogo glazbe nastale prije njihova osnutka i ostvarili odlučujući utjecaj na ono što je uslijedilo. Malo je umjetnika i glazbenika njihova žanra dosegnulo njihov status. Kroz Holy Soldier prošla su četvorica vokalista: Robbie Brauns Wolf (1985. – 1988.), Steven Patrick (1988. – 1994.), Eric Wayne (1994. – 1997.), Donny Russell (2005. – 2007.). Donny je mlađi brat bubnjara Terryja Russella. S Braunsom Wolfom snimili su 19868. svoj prvi EP na kojemu su bile tri pjesme. Brauns Wolf je bio pjevač sastava Hero  koji je nastupao na Metal Mardi Grassu. S Patrickom su snimili drugi EP od pet pjesama 1988. koji je privukao pozornost lokalne rock pozornice. Nastupali su u zlatnim danima neslavnog Hollywoodova Sunset Stripa kasnih 1980-ih i stekli su sljedbenike. Prvi album Holy Soldier snimili su 1990. godine. Nagrađen je trima nagradama Dove i bio je na vrhu Billboardovih ljestvica popularnosti. Časopis HM smatra taj album jednim od najboljih kršćanskih metal albuma svih vremena i najbolji debitanski album kršćanskog rocka. Na albumu Holy Soldier svirali su vodeći vokalist Stephen Patrick, gitaristi Jamie Cramer i Michael Cutting, basist Andy Robbins i bubnjar Terry Russell. Uz zagrijavanje losangeleskih ljubitelja glazbe za Holy Soldier, istovremeno su stekli međunarodnu pozornost i pozive za nastup u Japanu. Albumom Last Train također su postigli uspjeh te su s njime bili na turneji kroz šest država i u više od 50 gradova u SAD. Ovo doba pjevača Patricka završilo je 1994. njegovim odlaskom u samostalnu karijeru. Zamijenio ga je Eric Wayne za album Promise Man. Wayne je 1991. nakratko pjevao za Holy Soldier nekoliko dana kad je Steven napustio grupu. 1997. godine objavili su svoj prvi uživo i do danas zadnji album Encore, a sudjelovali su Wayne i bivši vokalist Patrick. 2004. godine sastav se opet okupio i doveo je novog pjevača, mlađeg brata njihova bubnjara Russella. Nisu snimili studijske pjesme, ali se pojavio na videoalbumu što je jedini službeni glazbeni zapis Holy Soldiera s Donom Russellom.

## Članovi
U Holy Soldieru svirali su Andy Robbins, Jamie Cramer, Jason Martin, Michael Cutting, Scott Soderstrom, Steven Patrick i Terry Russel.

## Diskografija
Objavili su dva demo EP-a, od kojih je jedan poslije izdan u vlastitoj nakladi, tri studijska albuma, jedan album uživo, tri singla, jednu kompilaciju, jedan video DVD i jednu promo kasetu:
- ?, EP, 1986.
- bez naslova, demo EP, 1988.
- Holy Soldier, vlastito izdanje, EP, 1988.
- See No Evil, promo, 1990.
- Tea Down The Walls, singl, promo, Myrrh, 1990.
- Holy Soldier, singl, promo, Myrrh, 1990.
- Holy Soldier, studijski album, Myrrh, 1990.
- Holy Soldier, One Bad Pig - Myrrh Metal, kompilacija, Myrrh, 1990.
- Last Train, studijski album, Myrrh, 1991.
- The Singles, singl, promo, Myrrh, 1992.
- Promise Man, studijski album, ForeFront Records, 1995.
- Encore, album uživo, Spaceport Records, 1997.
- Live, Rare and Raw, video koncertni album, Roxx Productions, Spaceport Records, 2006.

## Vanjske poveznice
- Holy Soldier
- Discogs Holy Soldier
- YouTube Andy Robbins
- YouTube Music Holy Soldier
- Deezer Holy Soldier
- Allmusic
- MusicBrainz